# 송현수부조묘
송현수부조묘(宋玹壽不祧廟)는 대한민국 전북특별자치도 장수군 산서면 오성리에 있는 건축물이다. 2015년 6월 3일 장수군의 향토문화유산 제3호로 지정되었다.

## 개요
송현수부조묘는 1791년(정조15년) 단종의 장인인 송현수가 정민공(貞愍公)의 시호와 함께 신주를 영원히 모시도록 하는 부조지전을 받으면서 건립되었다.  현재 건물은 1928년에 세워진 건물로서 관련 인물의 역사적 가치가 높으며 보존상태도 양호하고 건축물의 구조수법과 세부 수법등 건축적 가치가 있다.